# 讃甘村
讃甘村（さのもそん）は、かつて岡山県北東部（美作地区）に存在していた村。英田郡（明治33年までは吉野郡）に属す。
1954年、大原町、大吉村、大野村と合併し、新たに大原町となったため地方自治体として消滅した。

## 概要
現在の美作市宮本・西町・今岡・下庄町・小原田および兵庫県佐用郡佐用町東中山に相当する。
往古は英多郡讃甘郷に属し、その後荘園化され讃甘荘と呼ばれた。村名はこれにちなむ。

## 沿革
- 明治5年8月17日（1872年9月19日） - 宮本村・下庄村（元下荘村上部）・下庄村のうち西分（元下荘村下部）が合併して下庄村となる[1]。
- 1881年（明治14年）9月2日 - 西町村と東町村が合併して西町村となる。下庄村が宮本村と下庄村に分村する[1]。
- 1883年（明治16年）2月15日 - 連合戸長役場制度発足により、吉野郡第六部戸長役場を下庄村に設置し、同村および宮本村・中山村・小原田村・笹岡村（後の大野村）を管轄。西町村・今岡村は第四部戸長役場（辻堂村、後の大原村）の管轄となる[3]。
- 1889年（明治22年）6月1日 - 町村制施行。宮本村・西町村・今岡村・中山村・下庄村・小原田村が合併し、讃甘村発足。役場を宮本に設置[2]。
- 1896年（明治29年）4月1日 - 大字中山が兵庫県佐用郡江川村に編入[1]。
- 1899年（明治32年） - 大原村から西町を経て兵庫県に通じる県道が開通（現国道373号）。鎌坂峠（釜坂峠）を越える旧因幡街道に代わる幹線道路となる[2]。
- 1900年（明治33年）4月1日 - 吉野郡が英田郡と合併し、新たに英田郡となる（英田郡讃甘村）。
- 1902年（明治35年） - 風化小学校を讃甘尋常小学校と改称[2]。
- 1912年（大正元年）- 宮本武蔵生誕地碑の除幕式を宮本で挙行[4]。
- 1915年（大正4年） - 大吉村からの県道が開通（現県道5号）[2]。
- 1916年（大正5年） - 讃甘尋常小学校が高等科を併置し、讃甘尋常高等小学校として宮本に移転。役場を下庄の同小学校跡に移転[2][4]。
- 1920年（大正9年）2月16日 - 讃甘村役場が火災により、保管していた書類を焼失[5]。
- 1943年（昭和18年） - 讃甘郵便局を下庄に開設[2]。
- 1954年（昭和29年）3月25日 - 大原町（初代）・大吉村・大野村と合併し、新たに大原町（2代）が発足したため消滅。下庄は大原町下庄町となる[6]。

## 当時の主要施設
- 讃甘神社
- 讃甘小学校（大原町内の4小学校が統合で大原小学校となったことにより1974年廃校）[4]

## 交通

### 鉄道
- 現在は旧村域に智頭急行智頭線の宮本武蔵駅が設置されている。

### 道路
- 高速道路
  - 現在は鳥取自動車道が旧村域を通過している。
- 国道
  - 国道373号
- 県道
  - 岡山県道5号作東大原線
  - 岡山県道240号下庄佐用線